# Макгреди, Сэмюэл Дэвидсон (III)
Сэмюэл Дэвидсон Макгреди III (Samuel Davidson McGredy III) (1896—1934) — ирландский селекционер и владелец частного питомника роз.

## Биография
После смерти отца, Сэмюэла Макгреди II в 1926 году, Сэмюэл Дэвидсон Макгреди III возглавил созданный отцом питомник и через некоторое время расширил его, увеличив производство. 
Его сын Сэмюэл Макгреди IV родился в 1931 году.
Сэмюэл Дэвидсон Макгреди III скоропостижно скончался от сердечного приступа в ноябре 1934 года, в возрасте 38 лет.
Питомник возглавил Уолтер Джонсон, муж Ivy Макгреди, сестры Сэмюэл Дэвидсон Макгреди III. 
До начала войны в 1939 году, питомник производил около 500000 роз ежегодно.